# Стирающий код
Стирающий код (англ. erasure code) — в теории кодирования помехоустойчивый код, способный восстановить целые пакеты данных в случае их потери. Такой код позволяет бороться с утечками данных при передаче по каналам связи или работе с памятью. Обычно он используется, когда точная позиция потерянных данных известна априори.

## Принцип работы
Стирающий код преобразует сообщение из {\displaystyle k} символов в более длинное сообщение (кодовое слово) из {\displaystyle n} символов так, что исходное сообщение может быть восстановлено по {\displaystyle k'} любым символам. Такой код называется {\displaystyle (n,k)} кодом, выражение {\displaystyle r=k/n} — кодовой долей, выражение {\displaystyle k'/k} — эффективностью приёма.
Стирающий код обычно используется на верхних уровнях стека протоколов каналов передачи и хранения информации.

## Оптимальный стирающий код
Оптимальный стирающий отличается тем, что любых {\displaystyle k} из {\displaystyle n} символов кодового слова достаточно для восстановления исходного сообщения, то есть они имеют оптимальную эффективность приёма.

### Проверка чётности
Рассмотрим случай, когда {\displaystyle n=k+1}. С помощью набора из {\displaystyle k} значений {\displaystyle \{v_{i}\}_{1\leq i\leq k}} вычисляется контрольная сумма и добавляется к {\displaystyle k} исходным значениям:
{\displaystyle v_{k+1}=-\sum _{i=1}^{k}v_{i}}.
Теперь в набор {\displaystyle \{v_{i}\}_{1\leq i\leq k+1}} из {\displaystyle k+1} значений включена контрольную сумму. В случае потери одного из значений {\displaystyle v_{e}}, его можно будет с лёгкостью восстановить с помощью суммирования оставшихся:
{\displaystyle v_{e}=-\sum _{i=1,i\neq e}^{k+1}v_{i}}.
Более сложные комбинации искомых и получаемых значений представляют собой Граф Таннера.

### Линейный код
Важным подклассом стирающего кода является линейный код. Его название связано с тем, что он может быть проанализирован с помощью линейной алгебры. Пусть {\displaystyle x=x_{0}\dots x_{k-1}} — исходные данные, {\displaystyle G} — матрица размера {\displaystyle n\times k}, тогда закодированные данные {\displaystyle (n,k)}- кода могут быть представлены как {\displaystyle {\vec {y}}=G{\vec {x}}}. Предположим, что приёмник получил {\displaystyle k} компонент вектора {\displaystyle {\vec {y}}}, тогда исходные данные могут быть восстановлены с помощью {\displaystyle k} уравнений, связанных с известными компонентами вектора {\displaystyle {\vec {y}}}. Пусть матрица {\displaystyle G'} размера {\displaystyle k\times k} соответствует этой системе уравнений. Восстановление возможно, если все эти уравнения линейно независимые и, в общем случае, это означает, что любая матрица размера {\displaystyle k\times k} обратима. Матрица {\displaystyle G} называется генерирующей матрицей кода, так как любой допустимый {\displaystyle {\vec {y}}} может быть получен как линейная комбинация столбцов матрицы {\displaystyle G}. Так как её ранг равен {\displaystyle k}, то любое подмножество из {\displaystyle k} закодированных элементов должно содержать информацию о всех {\displaystyle k} исходных данных. Для получения исходных данных необходимо решить линейную систему: {\displaystyle {\vec {y'}}=G'{\vec {x}}}, где {\displaystyle {\vec {y'}}} — подмножество из {\displaystyle k} элементов вектора {\displaystyle {\vec {y}}}, доступных на приёмнике.

### Полиномиальнаяпередискретизация

#### Пример: Неисправная электронная почта (англ.faulty e-mail)
В случае, когда {\displaystyle k=2}, избыточные символы могут быть созданы как промежуточные точки на отрезке, соединяющем два исходных символа. Это показано на простом примере, называемом неисправной электронной почтой:
Алиса хочет отправить свой телефонный номер (555629) Бобу, используя неисправную электронную почту. Данный вид почты работает так же, как обычная электронная почта, за следующим исключением:
1. Около половины всех сообщений теряются.
2. Сообщения длиннее 5 символов запрещены.
3. Это очень дорого.

Вместо того, чтобы спросить у Боба подтверждения сообщения, которое она отправила, Алиса придумывает следующую схему:
1. Она разбивает свой телефонный номер на две части {\displaystyle a=555,b=629} и отправляет 2 сообщения Бобу — «A=555» и «B=629».
2. Она строит линейную функцию {\displaystyle f(i)=a+(b-a)(i-1)}, в этом примере {\displaystyle f(i)=555+74(i-1)}. Таким образом {\displaystyle f(1)=555} и {\displaystyle f(2)=629}.
3. Она считает значения {\displaystyle f(3)=703,f(4)=777} и {\displaystyle f(5)=851}, а затем отправляет три избыточных сообщения: «C=703», «D=777» и «E=851».

Боб знает, что выражение для {\displaystyle f(k)} следующее {\displaystyle f(i)=a+(b-a)(i-1)}, где {\displaystyle a} и {\displaystyle b} — две части телефонного номера. Теперь предположим, что Боб получает «D=777» и «E=851».
Боб может восстановить телефонный номер Алисы с помощью {\displaystyle a} и {\displaystyle b}, используя значения {\displaystyle f(4)} и {\displaystyle f(5)}, которые он получил. Более того, он может это сделать, используя два любых полученных сообщения. Значит, в этом примере кодовая доля равна 40 %. Заметим, что Алиса не может закодировать свой номер телефона только в одном сообщении такой почты, так как он состоит из 6 символов, а максимальная длина одного сообщения — 5 символов. Если бы она отправляла свой номер телефона по частям, запрашивая подтверждения каждой части от Боба, то было бы отправлено минимум 4 сообщения (два от Алисы и два подтверждения от Боба).

#### Общий случай
Приведённая выше линейная конструкция может быть обобщена до полиномиальной интерполяции. В таком случае точки теперь вычисляются над конечным полем {\displaystyle \mathbb {F} _{2^{m}}}, где {\displaystyle m} — число бит в символе. Отправитель нумерует символы данных от {\displaystyle 0} до {\displaystyle k-1} и посылает их. Затем он строит, например, интерполяционный многочлен Лагранжа {\displaystyle p(x)} степени {\displaystyle k}, так что {\displaystyle p(i)} равен {\displaystyle i}-ому символу данных. Потом он отправляет {\displaystyle p(k),\ldots ,p(n-1)}. С помощью полиномиальной интерполяции получатель сможет восстановить потерянные данные в случае, если он успешно принял {\displaystyle k} символов.

#### Реализация в реальном мире
Данный процесс реализован в Коде Рида — Соломона с кодовыми словами, сконструированными над конечным полем при использовании определителя Вандермонда.

## Почти оптимальный стирающий код
Почти оптимальный стирающий код требует {\displaystyle (1+\varepsilon )k} символов, чтобы восстановить сообщение (где {\displaystyle \varepsilon >0}). Величина {\displaystyle \varepsilon } может быть уменьшена за счёт дополнительного времени работы процессора. При использовании таких кодов необходимо решить, что предпочтительнее: сложность вычислений или возможность коррекции сообщений. В 2004 году существовал только один почти оптимальный стирающий код с линейным временем кодирования и декодирования — код Торнадо.

## Применение
Стирающие коды применяются в:
- Reliable Multicast[англ.] (например, в группе по надёжному мультивещанию IETF)
- 3GPP (MBMS и eMBMS (Multimedia Broadcast Multicast Service[англ.])
- одноранговых сетях, например, для решения проблемы передачи последнего блока данных
- Распределённых хранилищах[англ.].

## Примеры
Здесь приведены некоторые примеры различных кодов.
Почти оптимальные стирающие коды
- Код с малой плотностью проверок на чётность

Оптимальные стирающие коды
- Бит чётности
- Код Рида — Соломона